# Fildžan
Fildžan je vrlo mala posuda koja se u Bosni i Hercegovini rabi za ispijanje kave, obično turske kave. Riječ fildžan je grčkog (φλιτζάνι) ili hebrejskog (findžan (פינג'ן)) porijekla.
Fildžan je poput šalice za kavu, s tim što nema nikakvu dršku, kako bi se posuda mogla obujmiti cijelim dlanom i osjetiti toplina kave. Fildžan je dio tradicionalne opreme za ispijanje kave i ne može se koristiti bez džezve. 